# Denís Dmítriyev
Denís Serguéyevich Dmítriyev (en ruso: Денис Сергеевич Дмитриев; Tyrnovo, 23 de marzo de 1986) es un deportista ruso que compite en ciclismo en la modalidad de pista, especialista en las pruebas de velocidad y keirin.
Participó en tres Juegos Olímpicos de Verano, entre los años 2008 y 2016, obteniendo una medalla de bronce en Río de Janeiro 2016, en la prueba de velocidad individual. En los Juegos Europeos de Minsk 2019 obtuvo dos medallas de bronce, en las pruebas de velocidad individual y keirin.
Ganó 6 medallas en el Campeonato Mundial de Ciclismo en Pista entre los años 2013 y 2019, y 14 medallas en el Campeonato Europeo de Ciclismo en Pista entre los años 2010 y 2020.

## Medallero internacional
| Juegos Olímpicos   | Juegos Olímpicos          | Juegos Olímpicos  | Juegos Olímpicos      |
| Año                | Lugar                     | Medalla           | Competición           |
| ------------------ | ------------------------- | ----------------- | --------------------- |
| 2016               | Río de Janeiro ( Brasil)  | Medalla de bronce | Velocidad individual  |
| Campeonato Mundial |                           |                   |                       |
| Año                | Lugar                     | Medalla           | Competición           |
| 2013               | Minsk ( Bielorrusia)      | Medalla de plata  | Velocidad individual  |
| 2014               | Cali ( Colombia)          | Medalla de bronce | Velocidad individual  |
| 2015               | Saint-Quentin ( Francia)  | Medalla de plata  | Velocidad individual  |
| 2016               | Londres ( Reino Unido)    | Medalla de bronce | Velocidad individual  |
| 2017               | Hong Kong ( China)        | Medalla de oro    | Velocidad individual  |
| 2019               | Pruszków ( Polonia)       | Medalla de bronce | Velocidad por equipos |
| Juegos Europeos    |                           |                   |                       |
| Año                | Lugar                     | Medalla           | Competición           |
| 2019               | Minsk ( Bielorrusia)      | Medalla de bronce | Velocidad individual  |
| 2019               | Minsk ( Bielorrusia)      | Medalla de bronce | Keirin                |
| Campeonato Europeo |                           |                   |                       |
| Año                | Lugar                     | Medalla           | Competición           |
| 2010               | Pruszków ( Polonia)       | Medalla de oro    | Velocidad individual  |
| 2011               | Apeldoorn ( Países Bajos) | Medalla de bronce | Velocidad individual  |
| 2012               | Panevėžys ( Lituania)     | Medalla de oro    | Velocidad individual  |
| 2012               | Panevėžys ( Lituania)     | Medalla de bronce | Keirin                |
| 2013               | Apeldoorn ( Países Bajos) | Medalla de oro    | Velocidad individual  |
| 2013               | Apeldoorn ( Países Bajos) | Medalla de bronce | Velocidad por equipos |
| 2014               | Baie-Mahault ( Francia)   | Medalla de bronce | Velocidad por equipos |
| 2014               | Baie-Mahault ( Francia)   | Medalla de bronce | Keirin                |
| 2015               | Grenchen ( Suiza)         | Medalla de bronce | Keirin                |
| 2017               | Berlín ( Alemania)        | Medalla de bronce | Velocidad individual  |
| 2019               | Apeldoorn ( Países Bajos) | Medalla de plata  | Keirin                |
| 2020               | Plovdiv ( Bulgaria)       | Medalla de oro    | Velocidad por equipos |
| 2020               | Plovdiv ( Bulgaria)       | Medalla de plata  | Velocidad individual  |
| 2020               | Plovdiv ( Bulgaria)       | Medalla de plata  | Keirin                |